# Вагинизъм
Вагинизмът е състояние на женската полова система, при което мускулите на тазовото дъно и влагалището се свиват неволно при опит за полов акт, поставяне на тампон или гинекологично изследване. То може да доведе до затрудняване на вагиналното проникване, както и до личен дистрес.
Вагинизмът се категоризира като първичен (жената не е имала вагинален полов акт; причините могат да бъдат страхове, латентна хомосексуалност и други) и вторичен (придобит; причините за разстройството могат да бъдат полово предавани болести, психическа или физическа травма, болезнено раждане и други).
Освен повишена чувствителност на външните гениталии за вагинизма могат да допринесат негативните представи за секса (например убеждението, че половият акт е болезнен); социалното влияние – строго религиозното възпитание, вярвания, че „сексът е грях“; посттравматичен стрес; некомпетентно поведение на партньора; подозрителност, емоционална нестабилност, чувствителност, тревожност у жената; нежелание за интимна близост; наличие на обсесивни състояния, фобии, депресия; страх от забременяване или заразяване с полово предавани болести.
В брака вагинизмът може да породи съзнателно или несъзнателно избягване на интимност.
Може да се раздели на три степени:
- I степен – свиване на мускулите при опит за проникване на пенис по време на полов акт или спекулум по време на гинекологичен преглед;
- II степен – свиване на вагиналните мускули при докосване на гениталиите или очакване на докосване;
- III степен – свиване на мускулите при самата мисъл за полов акт или гинекологичен преглед.

Лечението е с комплексен характер, като водеща е ролята на психотерапията, медикаменти се прилагат, ако пациентът има съпътстваща психопатология.

### Цитирана литература
- Власов, Никита. Руководство по EMDR/ДПДГ.   Москва, Институт консультирования и системных решений, 2020. ISBN 978-5-91160-107-2.